# Bill Buford
Bill Buford (né en 1954) est un auteur et journaliste américain. Buford est l'auteur des livres Among the Thugs (en) et Heat: An Amateur's Adventures as Kitchen Slave, Line Cook, Pasta-Maker, and Apprentice to a Dante-Quoting Butcher in Tuscany.

## Biographie
Il est né à Baton Rouge, en Louisiane, et a grandi dans le Sud de la Californie Il a étudié à l'université de Californie à Berkeley avant d'entrer au King's College, Université de Cambridge grâce à une Marshall Scholarship. Il est resté en Angleterre durant la majeure partie des années 1980.
Buford a été éditeur de fiction pour Le New Yorker. Pendant seize ans, il a été le rédacteur en chef de la revue Granta, qu'il a relancée en 1979.
Buford est à l'origine du terme « Réalisme sale. »

## Œuvre
Among the Thugs (Parmi les hooligans, traduit par Michel Doury) (1991) est présenté comme un compte-rendu de l'intérieur du hooliganisme du football (principalement anglais). Sa thèse est que la théorie sociologique traditionnelle concernant la foule n'explique pas le problème souvent complexe de la violence au football comme un phénomène particulier de la classe ouvrière anglaise.
Heat (Chaud brûlant, traduit par Isabelle Chapman) (2006) est le compte-rendu de Buford de son travail bénévole dans le restaurant Babbo, New-York, tenu par le chef Mario Batali. Buford part de l'hypothèse qu'il se considère comme cuisinier correct chez lui et il s'est demandé s'il avait les compétences pour travailler dans une cuisine animée de restaurant. Il a rencontré Batali lors d'un dîner et lui a demandé s'il allait prendre Buford dans sa « putain de cuisine » (« kitchen bitch »),,,.
Buford commence chez Babbo dans divers postes, y compris à la plonge, à l'enlèvement des ordures et a n'importe quelle tâche qu'il lui était demandé d’exécuter. Au cours de l'ouvrage ses compétences s'améliorent, il devient capable de découper un porc et travaille à plusieurs postes dans le restaurant. Buford voyage en Italie pour rencontrer des cuisiniers et des chefs qui ont été essentiels au développement de la cuisine de Batali. Buford a vécu et travaillé dans certains des endroits où Batali a perfectionné son art.
Par la suite, Buford a commencé à travailler sur un livre sur la cuisine française.
En octobre 2007, l'article de Buford intitulé Extreme Chocolat: The Quest for the Perfect Bean est publié par Le New Yorker. Il décrit ses voyages autour du monde avec un chef de file du le monde de la gastronomie du chocolat noir, Fred Schilling de Dagoba Chocolates.
Le livre de Salman Rushdie The Enchantress of Florence (2008) est dédié à Bill Buford.
L'article de Buford Cooking with Daniel: Three French Classics à propos de son expérience de cuisine avec le chef français Daniel Boulud a été publié dans le numéro du 29 juillet 2013 du magazine The New Yorker . En France, l'article a été publié dans le numéro 16 de la revue Feuilleton sous le titre "En cuisine avec Daniel" (Éditions du sous-sol, traduit par Marie Chabin).Dans une entrevue publiée sur le site du New Yorker pour accompagner l'article, il discute de son séjour en France et de ce qu'il a appris sur la cuisine française.

#### Essais
- Parmi les hooligans, 1994 ((en) Among the Thugs (en), 1991)
- Chaud brûlant, 2007 ((en) Heat, 2006)

#### Articles
- Bill Buford, « Sweat is Good », The New Yorker,‎ 26 avril 1999 (lire en ligne, consulté le 14 novembre 2015)
- Bill Buford, « Four little pigs », The New Yorker, vol. 91, no 11,‎ 4 mai 2015, p. 19 (lire en ligne, consulté le 29 juin 2015)